# Saint-Denis-Catus
Saint-Denis-Catus is een gemeente in het Franse departement Lot (regio Occitanie) en telt 202 inwoners (2004). De plaats maakt deel uit van het arrondissement Cahors.

## Geografie
De oppervlakte van Saint-Denis-Catus bedraagt 10,7 km², de bevolkingsdichtheid is 18,9 inwoners per km².

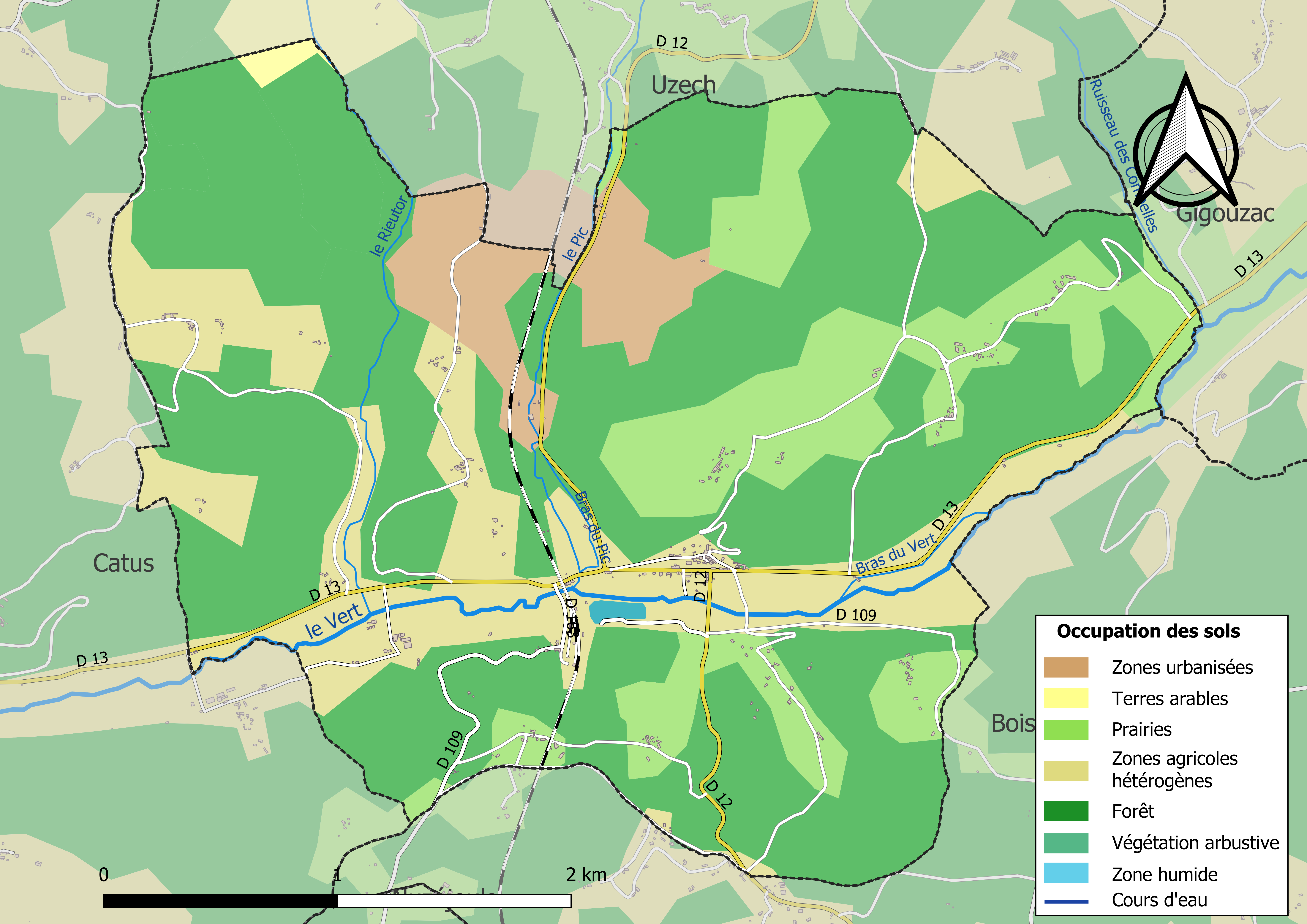
Kaart van de gemeente met de belangrijkste infrastructuur, bodemgebruik en omliggende gemeenten

## Demografie
Onderstaande figuur toont het verloop van het inwonertal (bron: INSEE-tellingen).